# Шанхайська вежа
Шанхайська вежа, Шанхайська башта (кит.: 上海中心大厦) — хмарочос у Шанхаї, КНР. Це останній з трьох суперхмарочосів (два інших — Цзінь Мао та Шанхайський всесвітній фінансовий центр) в районі Пудун, Шанхай та найвищий з них. Він також вище за розташовану поруч телевежу Східна перлина. Інвестором і підрядником є Shanghai Tower Construction & Development Co., Ltd., яка репрезентує три фірми: Shanghai Chengtou Corp., Luijiazui Finance & Trade Zone Development Co., Ltd., та Shanghai Construction Group. Проектувальником є бюро архітектора Генслера. Вартість будівництва 2,2 млрд $.
Висота 128-поверхового хмарочосу становить 632 м. Будівництво було розпочато в 2008 і завершено в 2015 році. 3 серпня 2013 Шанхайську вежу було добудовано до рівня даху.
Хмарочос є найвищим будинком у Китаї та третьою у світі вільно стоячою спорудою, поступаючись лише Небесному дереву Токіо (634 м) і вежі Бурдж Халіфа (828 м) в Дубаї.
Простір приміщень умовно поділено на дев'ять вертикальних зон, у кожній офісні приміщення та зони роздрібної торгівлі, розважальні центри та повноцінні парки. Будівля розмірами з невелике місто одночасно може вмістити до 20 000 – 30 000 людей.

## Процес будівництва

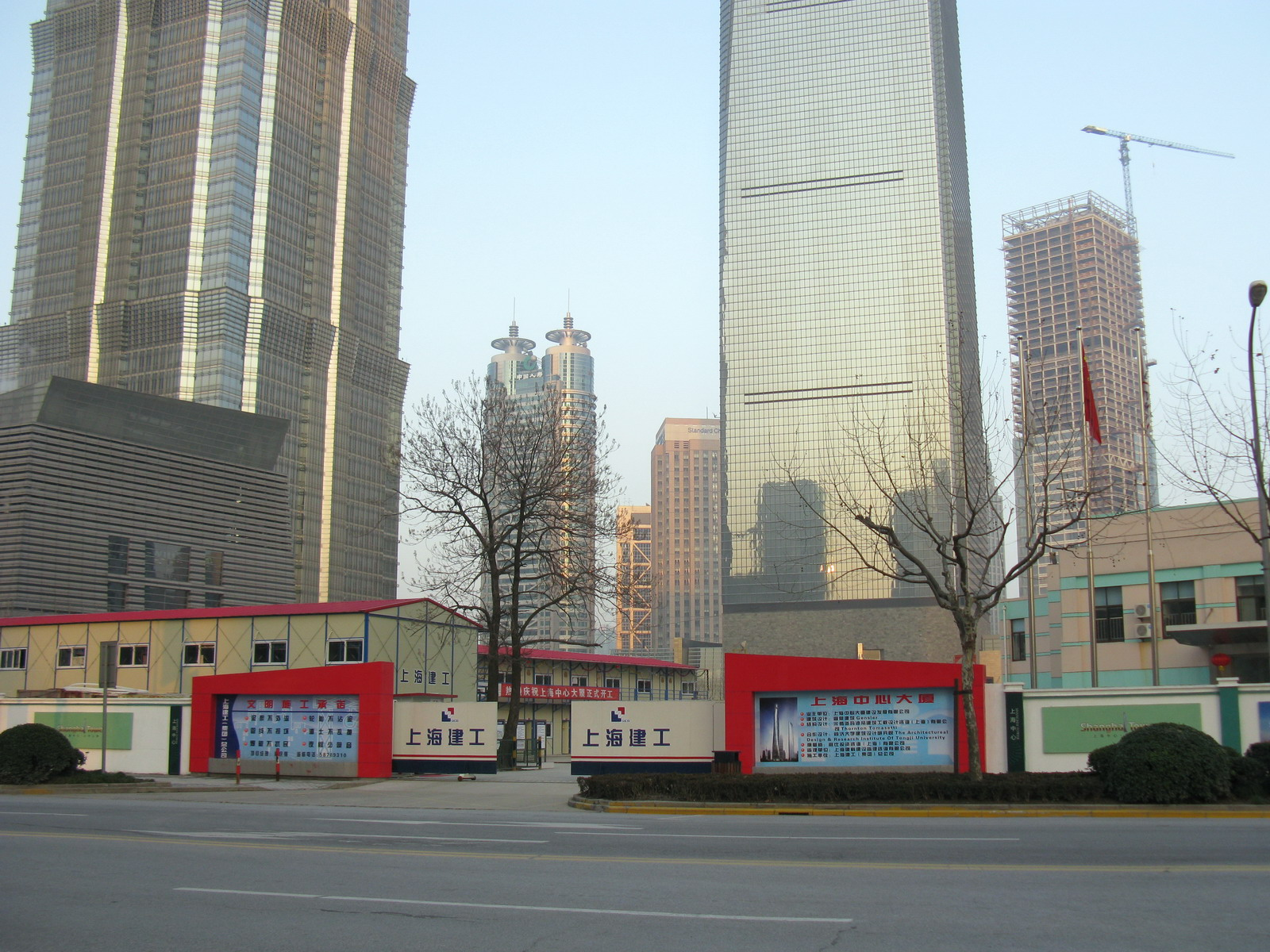
Підготовка будмайданчика (лютий 2009)
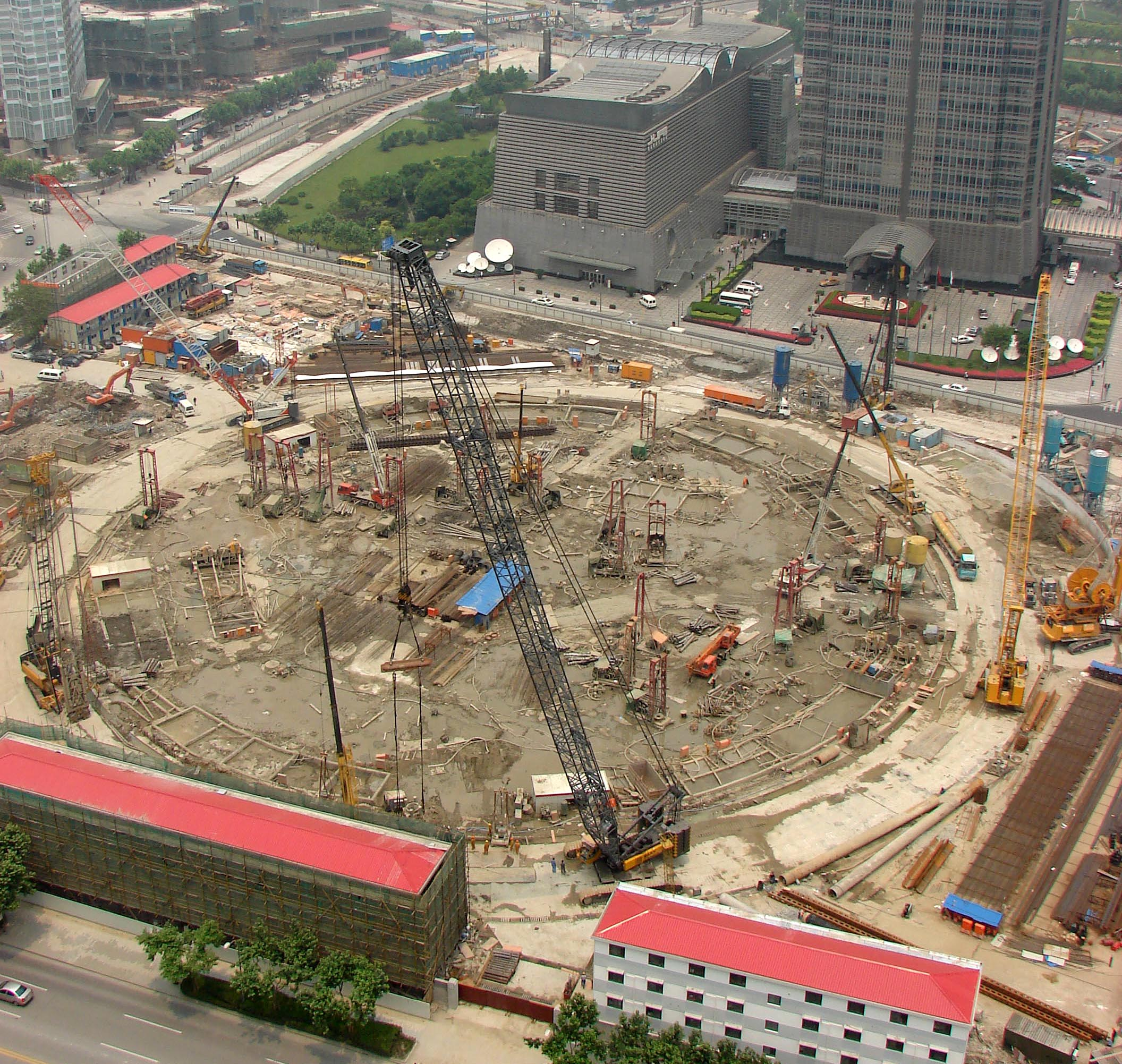
Риття котловану (червень 2009)
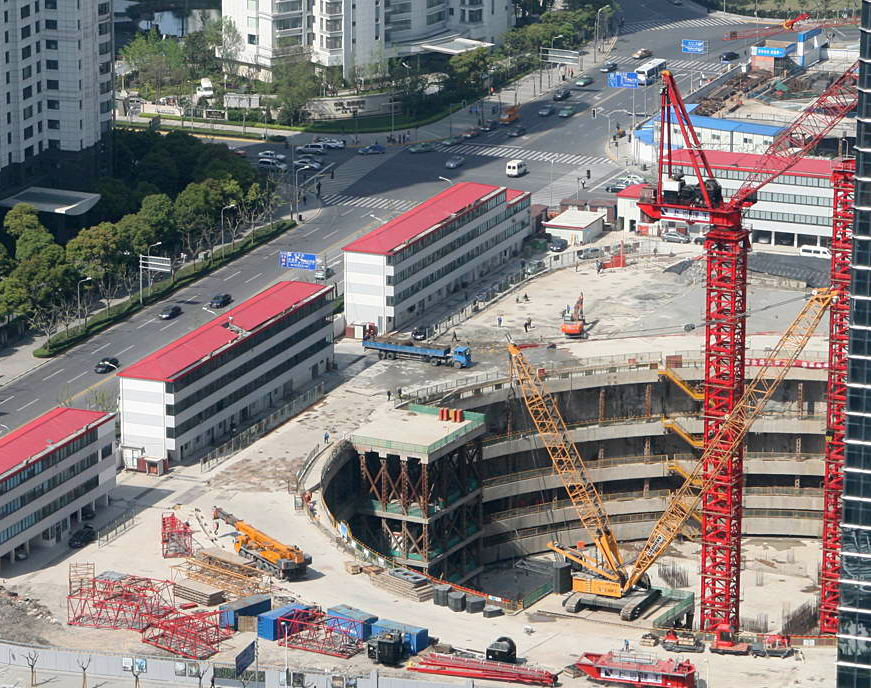
Будівництво підземних поверхів (квітень 2010)
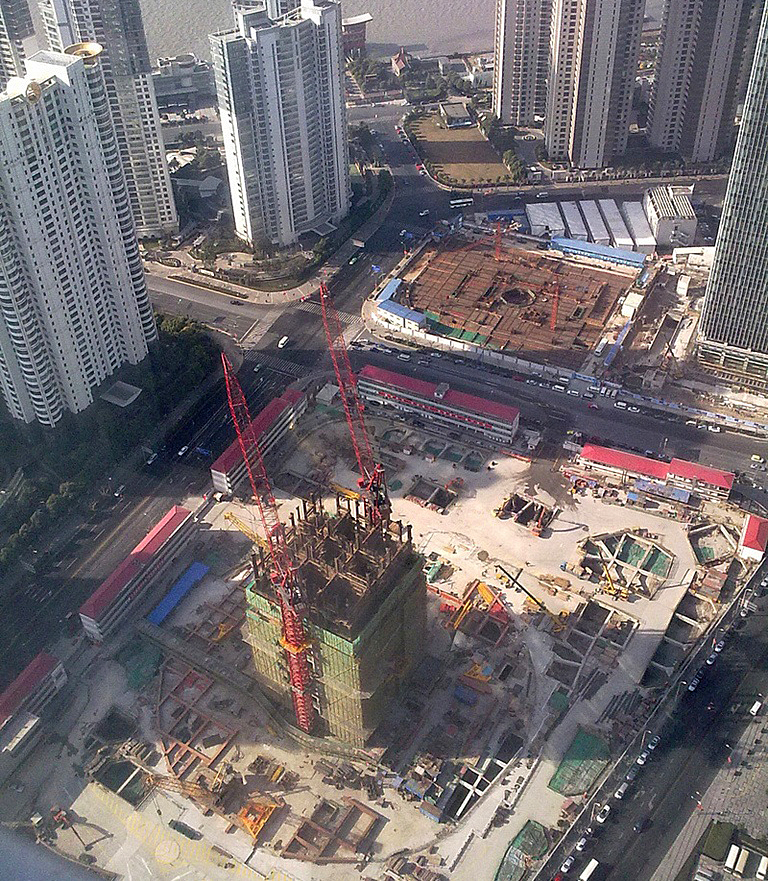
Споруда перших поверхів (січень 2011)
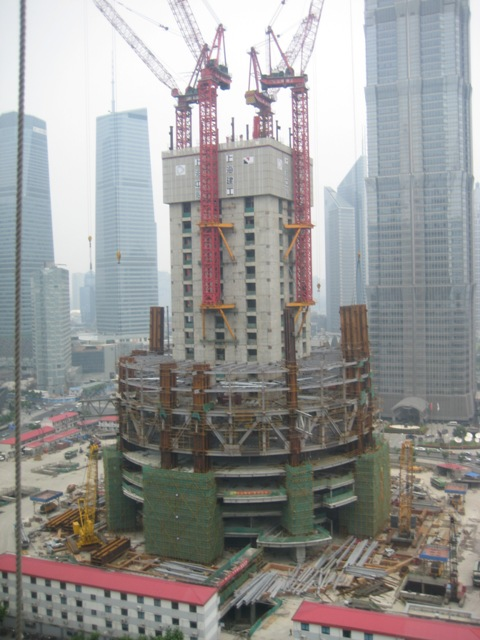
26 червня 2011
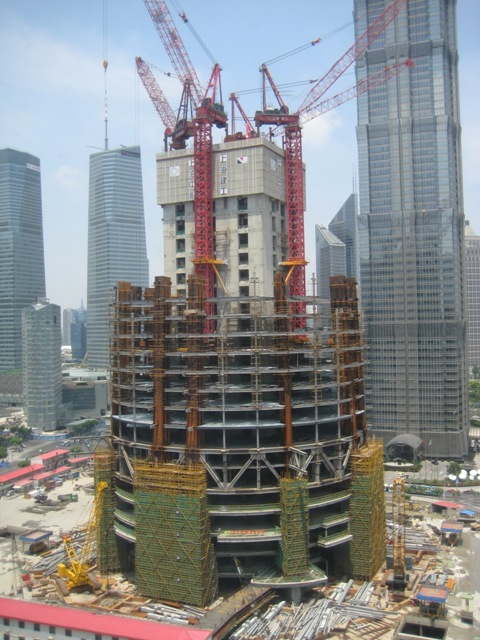
30 липня 2011
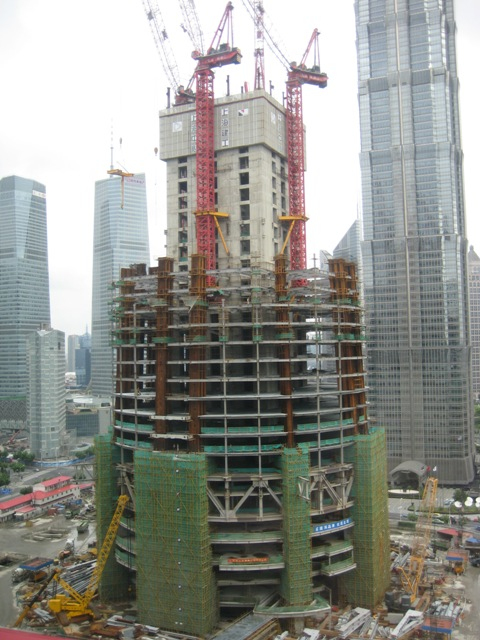
28 серпня 2011
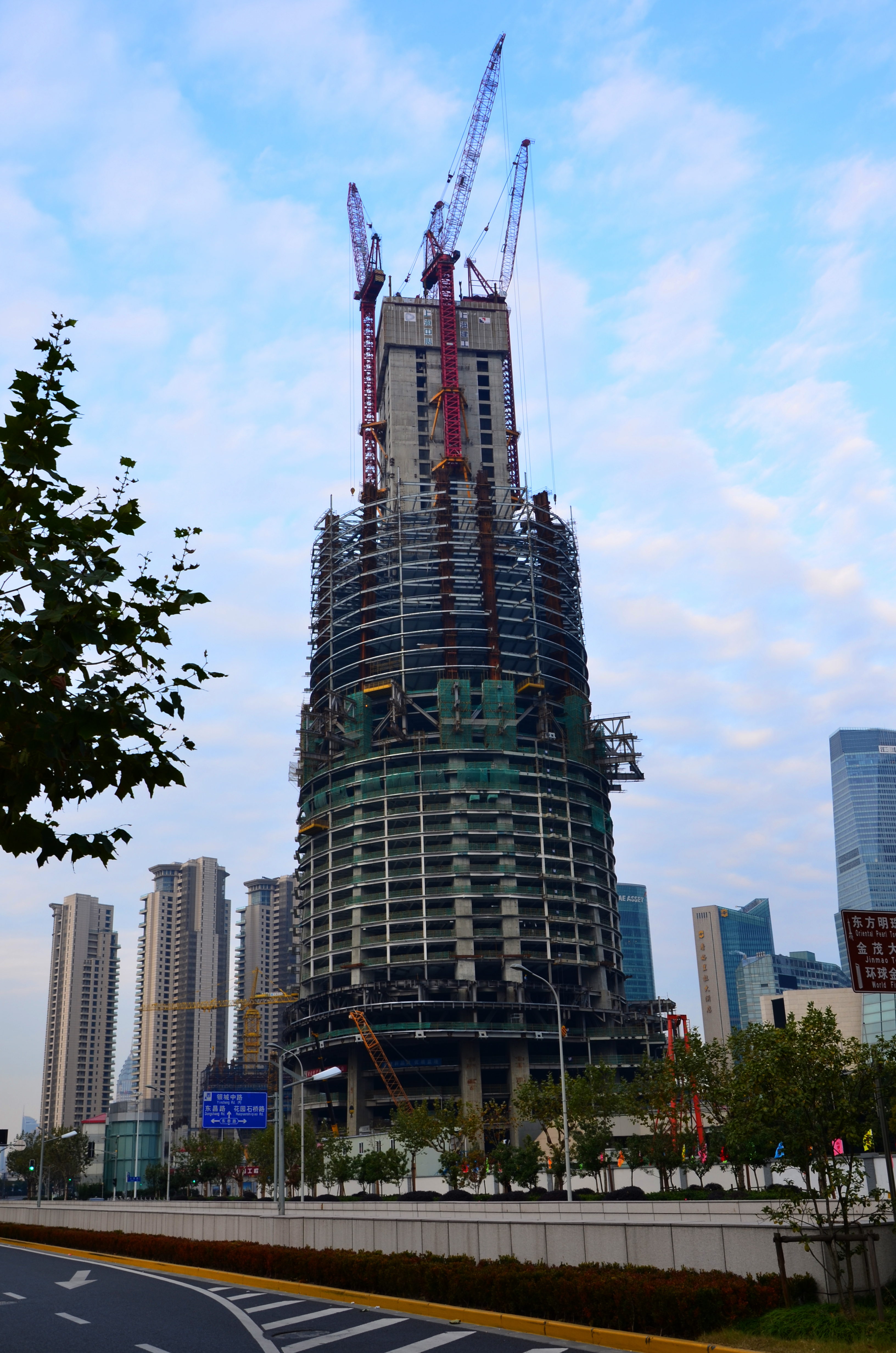
18 грудня 2011
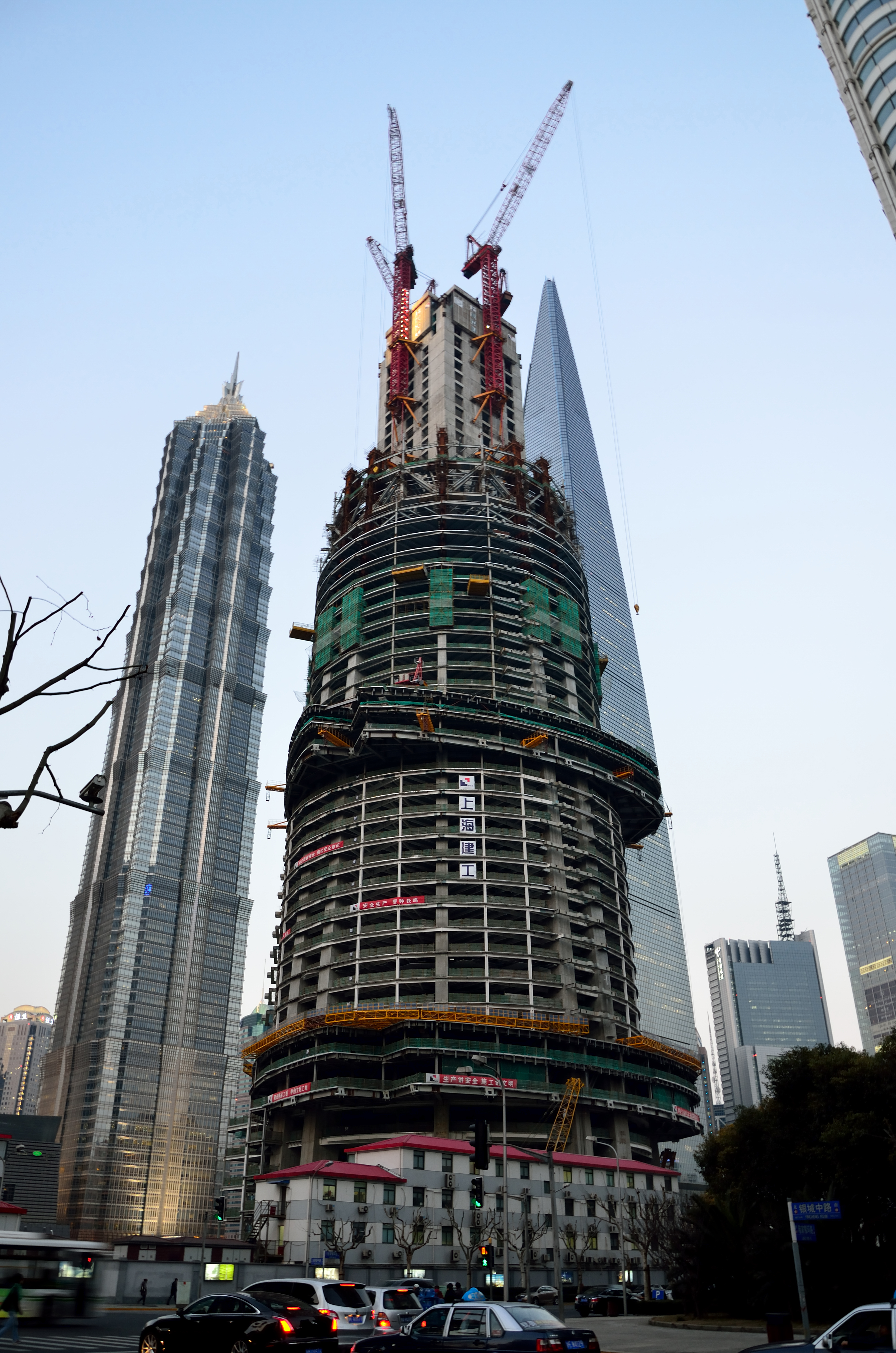
13 березня 2012
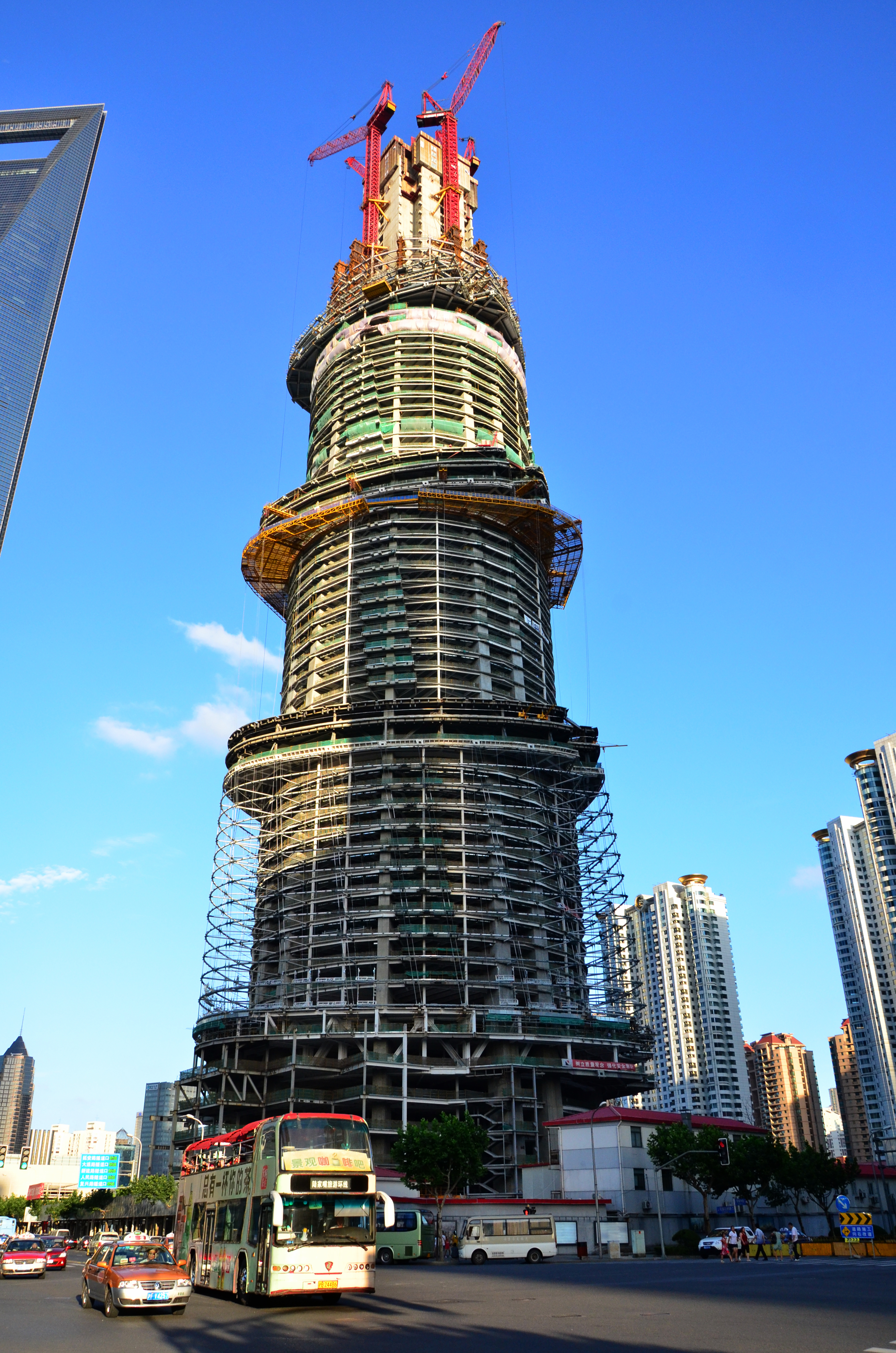
21 липня 2012
11 жовтня 2012
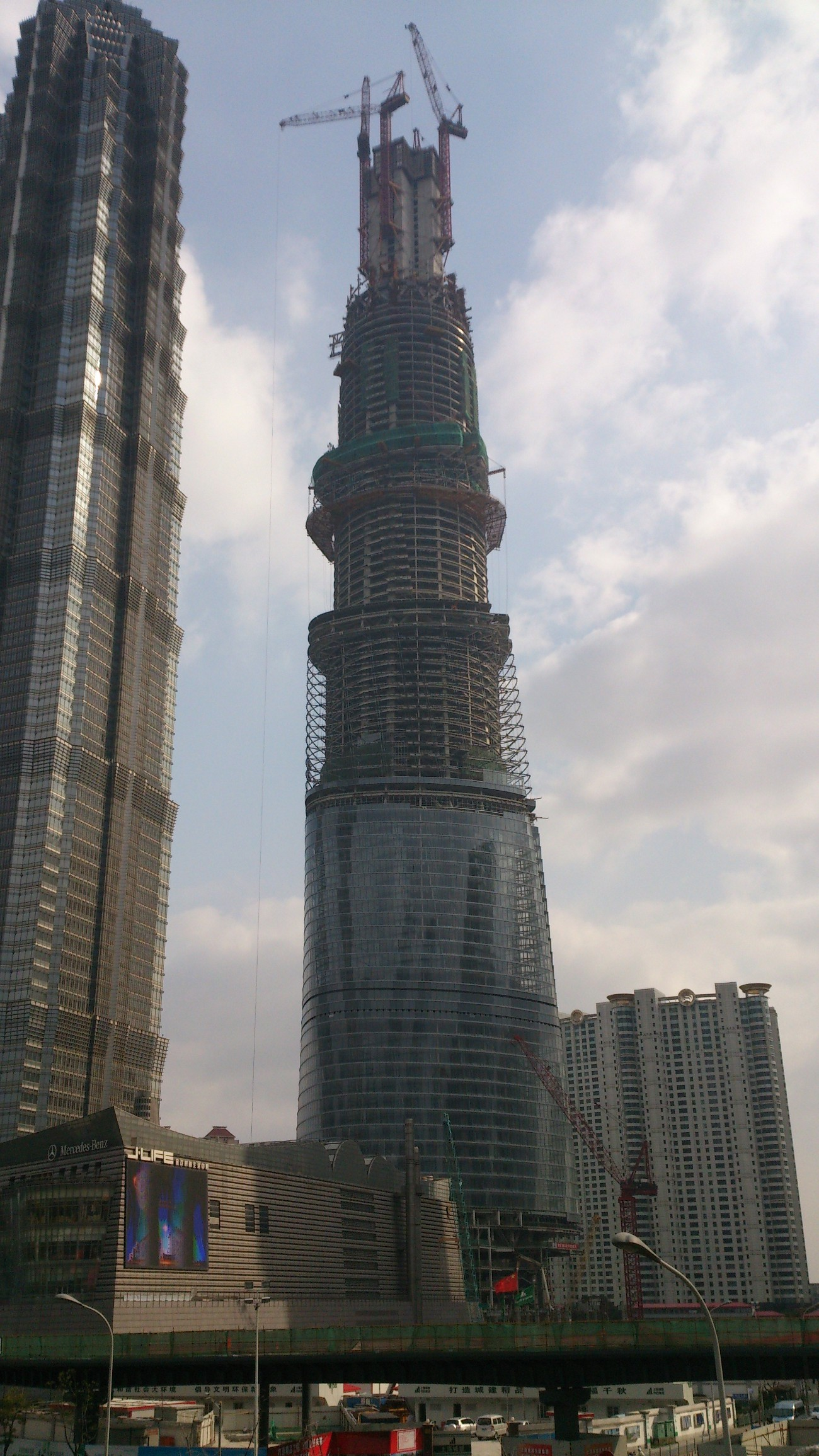
3 березня 2013